# Марк Эмилий Лепид (муж Друзиллы)
Марк Эми́лий Ле́пид (лат. Marcus Aemilius Lepidus (Paullus); казнён осенью 39 года, Рим, Римская империя) — древнеримский политический деятель из знатного патрицианского рода Эмилиев Лепидов, супруг Юлии Друзиллы. В числе прочих был назначен Калигулой в качестве своего сонаследника. Являясь ключевой фигурой заговора против принцепса, раскрытого в 39 году, был приговорён к смерти и казнён.

## Происхождение
Марк Эмилий Лепид был выходцем из патрицианского рода Эмилиев, относящегося к высшим родам римского общества, ветви Лепидов. Отцом его был Луций Эмилий Лепид Павел (консул 1 года), а приёмным Марк Эмилий Лепид. Жена Марка Эмилия неизвестна. В браке у них было трое детей — Эмилия Лепида, Марк Эмилий и Павла Эмилия.

## Жизнеописание
Скорее всего, у Марка Эмилия были весьма близкие отношения с Калигулой. Ещё до свадьбы с Юлией Друзиллой, он получил право занять должность консула на 5 лет раньше ценза, а также был объявлен Калигулой своим наследником . Вполне возможно, что причиной столь тёплого отношения Калигулы к Лепиду была их любовная связь .
В декабре 37 года женился на Юлии Друзилле, любимой сестре и любовнице Калигулы, с которой император жил практически как со своей женой . Во время своей тяжёлой болезни в 37 году Калигула завещал Друзилле всё своё имущество и власть (лат. bonorum atque imperii) . Однако Калигула выздоровел, а Юлия в 38 году умерла. Калигула воздал ей беспрецедентные почести, а Сенат обожествил её.

## Заговор
После смерти Юлии Лепид сближается с двумя оставшимися сёстрами — Агриппиной и Ливиллой. Он по-прежнему остаётся единственным наследником Калигулы, а все трое становятся во главе заговора против императора. Каждый из них преследует свои цели:
- Лепиду, для того, чтобы стать в будущем легитимным принцепсом, надо породниться с женщиной из рода Юлиев. Каждая из сестёр вполне подходит на эту роль, даже несмотря на то, что в то время обе они были замужем;
- Агриппина старается обеспечить будущее малолетнему Нерону. Если она становится женой Лепида, а тот в результате переворота — принцепсом, то Нерон станет главным наследником императорской власти.
- Цели Ливиллы наименее понятны, но, скорее всего, она просто опасалась той власти, которую могла получить Агриппина и действовала, чтобы обезопасить себя. Также её преимуществом было отсутствие детей — она могла родить наследников непосредственно Лепиду [5].

Лепид становится любовником обеих сестёр, обеспечивающих ему поддержку весьма высокопоставленных римлян, а также многих сенаторов. В заговор были также вовлечены любовники сестёр — молодой Офоний Тигеллин, будущий префект претория при Нероне, и Луций Анней Сенека.
Военное прикрытие переворота должны были обеспечивать 8 легионов, сосредоточенных в Верхней и Нижней Германии в руках находящихся уже более 7 лет во главе провинций Лентула Гетулика и его тестя Луция Апрония соответственно. Общее командование лежало на Гетулике.
Также в заговор были вовлечены наместник Сирии Луций Вителлий, под командованием которого находились ещё 4 легиона, и Гай Кальвизий Сабин, наместник Паннонии, женатый на Корнелии, скорее всего — сестре Гетулика.
Как Калигуле стало известно о готовящемся перевороте — неизвестно. Ясно, что причиной активизации заговорщиков стала женитьба императора на Милонии Цезонии, уже беременной от Калигулы. Это пресекало слухи о возможной бесплодности императора, а также создавало опасность рождения легитимного наследника. Однако было уже поздно.
Осенью 39 года Калигула отстранил от должности обоих консулов, после чего вызывал в Рим Сабина. В Риме ему предъявили обвинение в покушении на императорскую власть. Сабин и Корнелия не стали дожидаться суда и покончили с собой. От управления провинцией был отстранён Вителлий .
В сентябре Калигула спешно покидает Рим и отправляется на север Италии, где планирует свою германскую кампанию. 27 октября 39 года Гетулик был обвинён в заговоре и казнён . Также казням подверглось большое количество жителей. Во главе германских легионов был поставлен молодой и никому тогда ещё не известный Сервий Сульпиций Гальба, который спустя 30 лет станет императором под именем Гальбы.
После этого Калигула возвращается в Меванию, где его дожидается большая часть сенаторов и окружения, выехавших с ним из Рима. Там он пишет сенаторам письмо, в котором обвиняет Лепида и сестёр в измене. Сенат приговаривает всех троих к смерти. Одним из главных обвинителей в сенате выступил молодой Веспасиан. Лепид был казнён: ему перерезали горло, а тело четвертовали. Сёстрам казнь была заменена ссылкой. В качестве наказания Агриппина и Ливилла пешком несли корзины с останками Лепида от Мевании до Рима.